# Monroyo
Monroyo (aragónul: Mont-royo, katalánul: Mont-roig) település Spanyolországban, Teruel tartományban. Monroyo La Cerollera, Ráfales, Fuentespalda, Peñarroya de Tastavins és Torre de Arcas községekkel határos. Lakosainak száma 308 fő (2024).

## Népesség
A település népessége az utóbbi években az alábbiak szerint változott:
| Lakosok száma | 354  | 324  | 338  | 395  | 390  | 364  | 335  | 340  | 312  | 308  |
|               | 2001 | 2004 | 2007 | 2009 | 2012 | 2014 | 2017 | 2019 | 2022 | 2024 |